# Yehmor el Chekif
Yehmor el Chekif è un centro abitato e comune (municipalité) del Libano situato nel distretto di Nabatiye, governatorato di Nabatiye.